# Unterseeboot 1004
L'Unterseeboot 1004 ou U-1004 est un sous-marin allemand (U-Boot) de type VIIC/41 utilisé par la Kriegsmarine pendant la Seconde Guerre mondiale.
Le sous-marin est commandé le 14 octobre 1941 à Hambourg (Blohm + Voss), sa quille posée le 15 janvier 1943, il est lancé le 27 octobre 1943 et mis en service le 16 décembre 1943, sous le commandement de l'Oberleutnant zur See Hartmuth Schimmelpfennig.
Il capitule à Bergen en mai 1945 et est détruit en décembre 1945.

## Conception
Unterseeboot type VII, l'U-1004 avait un déplacement de 769 tonnes en surface et 871 tonnes en plongée. Il avait une longueur hors-tout de 67,10 m, un maître-bau de 6,20 m, une hauteur de 9,60 m et un tirant d'eau de 4,74 m. Le sous-marin était propulsé par deux hélices de 1,23 m, deux moteurs diesel Germaniawerft M6V 40/46 de 6 cylindres en ligne de 1 400 cv à 470 tr/min, produisant un total de 2 060 à 2 350 kW en surface et de deux moteurs électriques Brown, Boveri & Cie GG UB 720/8 de 375 cv à 295 tr/min, produisant un total 550 kW, en plongée. Le sous-marin avait une vitesse en surface de 17,7 nœuds (32,8 km/h) et une vitesse de 7,6 nœuds (14,1 km/h) en plongée. Immergé, il avait un rayon d'action de 80 milles marins (150 km) à 4 nœuds (7,4 km/h; 4,6 milles par heure) et pouvait atteindre une profondeur de 230 m. En surface son rayon d'action était de 8 500 milles nautiques (soit 15 700 km) à 10 nœuds (19 km/h).
L'U-1004 était équipé de cinq tubes lance-torpilles de 53,3 cm (quatre montés à l'avant et un à l'arrière) et embarquait quatorze torpilles. Il était équipé d'un canon de 8,8 cm SK C/35 (220 coups), d'un canon antiaérien de 20 mm Flak et d'un canon 37 mm Flak M/42 qui tire à 15 350 mètres avec une cadence théorique de 50 coups par minute. Il pouvait transporter 26 mines TMA ou 39 mines TMB. Son équipage comprenait 4 officiers et  40 à 56 sous-mariniers.

## Historique
Il passe sa période d'entraînement à la 31. Unterseebootsflottille, puis intègre son unité de combat dans la 7. Unterseebootsflottille jusqu'au 31 juillet 1944. Il opère ensuite dans la 11. Unterseebootsflottille à partir du 1er novembre 1944.
Sa première patrouille est précédée par de courts trajets de Kiel à Horten puis Marviken. Elle commence le 29 août 1944 au départ de Marviken. L'U-1004 opère entre les îles Féroé et les Shetlands, patrouillant jusqu'au canal du Nord, sans succès. Après 56 jours en mer, il atteint Bergen le 23 octobre 1944. Le même jour à 9 h 18 du matin, il est attaqué par des avions à Bergen.
Début 1945, Hartmuth Schimmelpfennig cède le commandant de l'U-1004 à l'Oberleutnant zur See Rudolf Hinz.
Sa seconde et dernière patrouille débute le 27 janvier 1945. L'U-1004 croise autour du Royaume-Uni et des côtes irlandaises. Le 22 février 1945 à 13 h 20, l'U-1004 attaque le convoi BTC-76, au sud-est de Falmouth. Il torpille et coule un vapeur britannique. Seul un homme meurt dans le naufrage. Le capitaine, 15 membres d'équipage et deux canonniers sont secourus par les navires marchands britanniques Eskwood et Gateshead.
Le capitaine John William Johnson a reçu la Lloyd's War Medal for Bravery at Sea (en) pour acte exceptionnel de courage à la mer (541 médailles furent distribuées).
Neuf minutes plus tard, le sous-marin tire une deuxième torpille LUT contre le convoi. La corvette HMCS Trentonian (en) est touché à tribord à l'arrière et coule rapidement à 12 milles à l'est de Falmouth. Un officier et 5 hommes d'équipage sont tués dans l'attaque. Les survivants, dont onze blessés, sont pris en charge par le navire britannique Fairmile.
Après 53 jours en mer, il rentre à Bergen le 20 mars 1945.
L'U-1004 se rend aux forces alliées le 9 mai 1945 à Bergen.
Le 2 juin 1945, il est transféré au point de rassemblement de Loch Ryan en vue de l'opération Deadlight, opération alliée de destruction massive de la flotte d'U-Boote de la Kriegsmarine.
L'U-1004 coule le 1er décembre 1945 à la position 56° 10′ N, 10° 05′ O, par l'artillerie du destroyer HMS Onslaught et du destroyer polonais ORP Piorun.

## Affectations
- 31. Unterseebootsflottille du 16 décembre 1943 au 31 juillet 1944 (Période de formation).
- 7. Unterseebootsflottille du 1er août 1944 au 31 octobre 1944 (Unité combattante).
- 11. Unterseebootsflottille du 1er novembre 1944 au 8 mai 1945 (Unité combattante).

## Commandement
- Oberleutnant zur See Hartmuth Schimmelpfennig du 16 décembre 1943 à janvier 1945.
- Oberleutnant zur See Rudolf Hinz de janvier 1945 au 9 mai 1945 (Croix allemande).

## Patrouilles
|       | Commandant                     | Départ          | Départ    | Arrivée         | Arrivée   | Jours     | Succès  |
| ----- | ------------------------------ | --------------- | --------- | --------------- | --------- | --------- | ------- |
|       | Oblt. Hartmuth Schimmelpfennig | 22 août 1944    | Kiel      | 24 août 1944    | Horten    | 3 jours   |         |
|       | Oblt. Hartmuth Schimmelpfennig | 26 août 1944    | Horten    | 27 août 1944    | Marviken  | 2 jours   |         |
| 1     | Oblt. Hartmuth Schimmelpfennig | 29 août 1944    | Marviken  | 23 octobre 1944 | Bergen    | 56 jours  |         |
|       | Oblt. Hartmuth Schimmelpfennig | 26 octobre 1944 | Bergen    | 27 octobre 1944 | Stavanger | 2 jours   |         |
|       | Oblt. Rudolf Hinz              | 2 janvier 1945  | Stavanger | 11 janvier 1945 | Bergen    | 10 jours  |         |
| 2     | Oblt. Rudolf Hinz              | 27 janvier 1945 | Bergen    | 20 mars 1945    | Bergen    | 53 jours  | 2 293   |
| Total | Total                          | Total           | Total     | Total           | Total     | 126 jours | 2 293 t |

Note : Oblt. = Oberleutnant zur See

## Navires coulés
L'U-1004 a coulé 1 navire marchand de 1 313 tonneaux et 1 navire de guerre de 980 tonneaux au cours des 2 patrouilles (126 jours en mer) qu'il effectua.
| Date            | Nom                  | Nationalité              | Tonnage | Convoi | Fait  | Localisation        |
| --------------- | -------------------- | ------------------------ | ------- | ------ | ----- | ------------------- |
| 22 février 1945 | Alexander Kennedy    | Royaume-Uni              | 1 313   | BTC-76 | Coulé | 50° 06′ N, 4° 50′ O |
| 22 février 1945 | HMCS Trentonian (en) | Marine royale canadienne | 980     | BTC-76 | Coulé | 50° 06′ N, 4° 50′ O |